# Noodtorthopsyllus psammophilus
Noodtorthopsyllus psammophilus is een eenoogkreeftjessoort uit de familie van de Cristacoxidae. De wetenschappelijke naam van de soort is voor het eerst geldig gepubliceerd in 1955 door Noodt.